# Laperdiguera
Laperdiguera (en aragonés A Perdiguera) es un municipio de la provincia de Huesca ubicado en la comarca del Somontano de Barbastro. Tiene una población de 105 habitantes, una superficie de 11,3 km² y una densidad de 9,49 hab/km².

## Demografía
Laperdiguera cuenta con una población de 88 habitantes (INE 2024).
| Gráfica de evolución demográfica de Laperdiguera entre 1842 y 2021                                                  |
| |
| Población de derecho según los censos de población del INE Población de hecho según los censos de población del INE |

## Administración y política
| Período   | Alcalde                  | Partido |  |
| --------- | ------------------------ | ------- |  |
| 1979-1983 | Melchor Escudero Morillo | UCD     |  |
| 1983-1987 |                          |         |  |
| 1987-1991 |                          |         |  |
| 1991-1995 |                          |         |  |
| 1995-1999 |                          |         |  |
| 1999-2003 |                          |         |  |
| 2003-2007 |                          | PP      |  |
| 2007-2011 |                          | PP      |  |
| 2011-2015 | Pedro Javier Redol Nadal | PP      |  |
| 2015-2019 | Pedro Javier Redol Nadal | PP      |  |

| Partido político    | Partido político                                   | 2003   | 2007   | 2011   | 2015   |
| Partido político    | Partido político                                   | Ediles | Ediles | Ediles | Ediles |
|                     | Partido Popular de Aragón (PP)                     | 5      | 3      | 3      | 2      |
|                     | Partido Aragonés (PAR)                             | —      | 2      | 2      | 1      |
|                     | Partido de los Socialistas de Aragón (PSOE-Aragón) | 0      | 0      | 0      | 0      |
|                     | Izquierda Unida (IU)                               | 0      | —      | 0      | —      |
|                     | Chunta Aragonesista (CHA)                          | —      | 0      | —      | —      |
| Total de concejales | Total de concejales                                | 5      | 5      | 5      | 5      |